# Украинская свободная академия наук
Украинская свободная академия наук (УСАН) (укр. Українська вільна академія наук (УВАН), англ. Ukrainian Free Academy of Sciences (UVAN); Ukrainian Academy of Arts and Sciences in the US)) — научная организация, основанная 15 ноября 1945 года в Аугсбурге группой украинских учёных, находившихся в эмиграции.

## История
Проектом устава, УСАН провозглашалась как преемница и наследница традиций, продолжатель деятельности Всеукраинской академии наук (ВУАН) в Киеве (1920—1936).
Первым президентом УСАН был избран Д. Дорошенко. В апреле 1948 года на совещании руководящих членов академии в Регенсбурге избрали первых 24 действительных членов УСАН.
Фактически, существовали три организации УСАН: УСАН в США, УСАН в Канаде и УСАН в Европе (с 1976 стала представительством УВАН в США), возникшие друг из друга по географическому принципу.
В 1949 президиум УСАН был перенесён в Виннипег (Канада). Здесь в её состав вошли несколько институтов и комиссий, библиотека, архив.
В 1950 группа членов УСАН, переехавшая в Нью-Йорк (США), основала в Америке фонд УСАН и выбрала временный состав руководства. Первым президентом УСАН в США стал М. Ветухив. На 1 июня 1980 здесь насчитывалось 67 действительных членов и около 200 членов-корреспондентов и научных сотрудников.
Те члены УСАН, которые остались в Европе, создали ячейку в Мюнхене. Так как в первой половине 1970-х годов УСАН в Европе практически прекратила свою деятельность, в Мюнхене было создано её европейское представительство.
Первым президентом Украинской свободной академии наук в Канаде стал Л. Билецкий (1954—1974), затем — Я. Рудницкий (1974—1977 и с 1980).
Печатные органы УСАН в США — «Бюллетень» и «Известия УВАН в США».